# ابوکاری گاریبا
ابوکاری گاریبا (انگلیسی: Abukari Gariba; ۱۳ ژوئن ۱۹۳۹ – ۲۳ ژانویهٔ ۲۰۲۱) بازیکن فوتبال اهل غنا بود.
وی همچنین در تیم ملی فوتبال غنا بازی کرده‌است.